# John Ross Roach
John Ross Roach (* 23. Juni 1900 in Port Perry, Ontario; † 9. Juli 1973) war ein kanadischer Eishockeytorwart und -trainer, der von 1921 bis 1935 für die Toronto St. Patricks bzw. Toronto Maple Leafs, New York Rangers und Detroit Red Wings in der National Hockey League spielte.

## Karriere
Roach spielte während seiner Juniorenzeit für die Toronto Aura Lee. Bei den Senioren blieb er in Toronto und wechselte zu den Toronto Granites. Ab der Saison 1921/22 spielte er in der NHL für die Toronto St. Patricks. Es dauerte einige Zeit, bis er sich an das Niveau der NHL gewohnt hatte, in den Playoffs überzeugte er dann mit starken Leistungen und half dem Team zum Stanley-Cup-Sieg. Seine Rolle in der Mannschaft wurde unterstrichen, als er in der Saison 1924/25 bei den St. Patricks Mannschaftskapitän war. Neben ihm waren in der Geschichte der NHL nur sechs weitere Torhüter Kapitän. Roach war ständig in Bewegung und irritierte seine Gegner durch seine aktive Spielweise. Sein Spitzname war „Little Napoleon“.
Nach sieben Jahren in Toronto gaben ihn die Maple Leafs, wie das Team inzwischen hieß, an die New York Rangers ab. Die Rangers schickten für ihn einen Feldspieler, Torhüter Lorne Chabot und 10.000 Dollar nach Toronto. Dort überzeugte er gleich in seinem ersten Jahr mit 13 Shutouts und auch in den folgenden drei Spielzeiten, bis es in der Finalserie der Saison 1931/32 gegen sein ehemaliges Team ging. Gegen die Maple Leafs musste er in jedem der drei Finalspiele sechs Gegentore hinnehmen und fiel in New York in Ungnade. Nach Saisonende wurde er an die Detroit Red Wings verkauft.
Auch in Detroit brachte er eine starke Leistung und verpasste den Gewinn der Vezina Trophy nur knapp. Die Wahl ins NHL First All-Star Team war für ihn ein Trost. In den darauffolgenden Jahren ließ seine Leistung nach und er wurde immer wieder ins Farmteam geschickt. 1935 beendete er seine Karriere.
Später trainierte er unter anderem Teams in der International Hockey League.

## Sportliche Erfolge
- Stanley Cup: 1922

### Persönliche Auszeichnungen
- NHL First All-Star Team: 1933